# Perdita inflexa
Perdita inflexa är en biart som beskrevs av Timberlake 1956. Perdita inflexa ingår i släktet Perdita och familjen grävbin. Inga underarter finns listade i Catalogue of Life.